# Long Beach, Kalifornija
Long Beach je grad u američkoj saveznoj državi Kaliforniji. Grad upravo pripada okrugu Los Angeles.

## Zemljopis
Long Beach je veliki grad smješten u južnoj Kaliforniji, SAD, na obali Pacifika. Nalazi se u Okrugu Los Angeles, oko 32 km južno od Los Angelesa. Jugoistočno od grada je okrug Orange.
Long Beach je 36. po veličini grad u SAD-u i šesti po veličini u Kaliforniji. Prema procjeni iz 2008. godine, grad imaj 492.682 stanovnika. Osim toga, Long Beach je 2. po veličini grad u Los Angelesu gradskom području.
Grad se prostire na 170.6 km², od čega je kopneno područje 130.6 km², dok je vodenih područja 40.0 km²

## Povijest
Indijanci su živjeli na obalama južne Kalifornije najmanje deset tisuća godina. Tijekom stoljeća, nekoliko uzastopnih kultura naseljavalo je današnje područje Long Beacha. Kada su španjolski istraživači stigli u 16. stoljeću, dominantna skupina je bila Gabrieleño. Oni su imali najmanje tri glavna naselja unutar današnjih gradskih granica. Tevaaxa'anga je unutrašnje naselje u blizini rijeke, dok Ahwaanga i Povuu'nga su bili obalna naselja. Zajedno s drugim Gabrieleño sela, su nestala sredinom 1800-ih zbog misionara, političkih promjena, a drastičan pad broja stanovnika bio je zbog izloženosti europskim bolestima.

## Stanovništvo
Prema popisu stanovništva iz 2000. godine grad je imao 461.522 stanovnika,
, 163.088 domaćinstava, i 99.646 obitelji. Prosječna gustoća naseljenosti je 3.533 stan./km²
Prema rasnoj podjeli u gradu živi najviše bijelaca 45,16%, afroamerikanaca ima 14,87%, a azijata 12,05%.

## Gradovi prijatelji
| - Virginia Beach, Virginia - Bacolod, Filipini - Kolkata, Indija - Manta, Ekvador - Phnom Penh, Kambodža - Qingdao, Kina | - Soči, Rusija - Valparaíso, Čile - Yokkaichi, Japan - Izmir, Turska - Guadalajara, Meksiko - Mombasa, Kenija |

## Poznate osobe
- Nicolas Cage, američki glumac
- Snoop Dogg, američki hip-hoper
- Lil' ½ Dead, američki reper, pjevač i tekstopisac
- Walter Hill, američki redatelj
- Matt Sorum, bubnjar hard rock sastava Guns N' Roses i sadašnji bubnjar Velvet Revolver

## Vanjske poveznice
- Službene stranice grada

### Ostali projekti
|  | Zajednički poslužitelj ima stranicu o temi Long Beach, Kalifornia |